# Tatort: Die Möwe
Die Möwe ist der Titel der insgesamt 11. Tatort-Folge mit Kriminalhauptkommissar Max Palu (Jochen Senf). Die 450. Tatort-Folge wurde am 13. August 2000 im Ersten erstmals ausgestrahlt.

## Handlung
Norbert Krause, der Eigner des Frachtkahns „Möwe“, möchte nach 40 Jahren in den Ruhestand und verabschiedet sich mit einem Weinpräsent beim Schleusenwärter. Während der Weiterfahrt macht ihm Matrose Jérôme Boucher ein Angebot zur Renovierung der altersschwachen „Möwe“. Krause bezweifelt, dass er über die nötigen Geldmittel verfügt. Durch ihren Streit übersehen sie Kriminalhauptkommissar Max Palu, seine Freundin Ingrid, seinen Assistenten Gregor und Pauline, die einen Bootsausflug machen. Gregor geht über Bord, und die „Möwe“ fährt einfach weiter.
Sybille und Werner Krause versuchen, bei der Bank zum wiederholten Male einen Aufschub der Ratenzahlungen für einen Millionenkredit zu erwirken. Bankier Decker macht Sybille klar, dass die „Möwe“ versteigert wird, wenn nicht innerhalb Wochenfrist die 150 000 Mark gezahlt werden. Abends ehrt der Binnenschifffahrtverein die Verdienste Krauses. Dessen Vorsitzender möchte aus der „Möwe“ ein Museum machen. Er hätte also auch Interesse an einer Zwangsversteigerung. Am Nebentisch unterrichtet Sybille ihren Vater vom Gespräch mit Decker. Dem fällt das Angebot seines Matrosen ein. Dieser ist für eine Rücksprache aber nicht mehr auf dem Frachtkahn aufzufinden.
Am nächsten Morgen wird Boucher von einem Spaziergänger tot im Kanal aufgefunden. Der einzige Kumpel Bouchers in Saarbrücken soll dem Vernehmen nach der Penner „Zecke“ gewesen sein. Seine Mitbewohnerin Tanja deutet an, dass „Boucher einen draufmachen wolle, wenn er die Kohle hat“. Als kleiner Dealer war er in Frankreich aktenkundig. Da liegt es nahe, den Frachtkahn, in dem Boucher gewohnt hat, mit Spürhunden zu durchsuchen. Vom Ufer beobachten zwei obskure Gestalten das Geschehen mit dem Fernglas. Und tatsächlich: Es wird Kokain gefunden.
Zecke, der dringend einen Schuss braucht, führt die Kommissare zu den beiden Männern vom Tatort am Kanal. Daraufhin kann der eine als Drogenhändler Thomas Fahnenburg und der andere als sein Gorilla Malte Chiric identifiziert werden. Palu heftet seinen alten Informanten Marcel auf ihre Fersen. Der bekommt aber nicht mit, wie Fahnenburg und Chiric bei Zecke und Tanja auftauchen. Das war allerdings auch nur für die beiden Drogensüchtigen ergiebig.
Werner Krause scheint mit seiner Eifersucht dem Banker gegenüber tatsächlich recht gehabt zu haben: Seine Frau Sybille versucht, Decker um den Finger zu wickeln. Vater Norbert, der das zufällig gesehen hat, ist entsetzt. Er findet aber möglicherweise eine andere Lösung, sich aller finanziellen Sorgen zu entledigen, da er nach einiger Überlegung das Versteck mit dem Kokain findet. Die Situation wendet sich, als Decker nach einer Handgreiflichkeit mit Werner Krause unglücklich stürzt. Der Tote wird in den Kanal geworfen. Die Krauses suchen nun nach einem Abnehmer für das Kokain, während die Kommissare nach Gründen für das Ableben des Bankers suchen. Und plötzlich geht alles sehr schnell: Die Dealer wollen Krause zur Herausgabe des Kokains zwingen, als Palu und Gregor hinzustoßen. Es kommt zu einem Schusswechsel. Fahnenburg kann fliehen. Dafür packt Chiric aus, da er befürchten muss, dass ihm Fahnenburg alles in die Schuhe schiebt. Er hat aber noch einen Trumpf in der Tasche: das Tatmesser. Fahnenburg droht Krause, falls er ihm nicht in einer Stunde den Stoff herausrücke, brächte er alle um. Im Showdown gibt Fahnenburg auf, und Zecke kann mit dem Stoff türmen.

## Rezeption

### Einschaltquoten
Die Möwe erreichte bei ihrer Erstausstrahlung am 13. August 2000 insgesamt 4,93 Mio. Zuschauer, was einem Marktanteil von 19 % entsprach.

### Kritiken
TV Spielfilm urteilte: „Hier fehlt's entschieden an Tempo.“ Fazit: „In Saarbrücken gehen die Uhren langsamer“.